# Sint-Laurentiuskerk (Hamont)

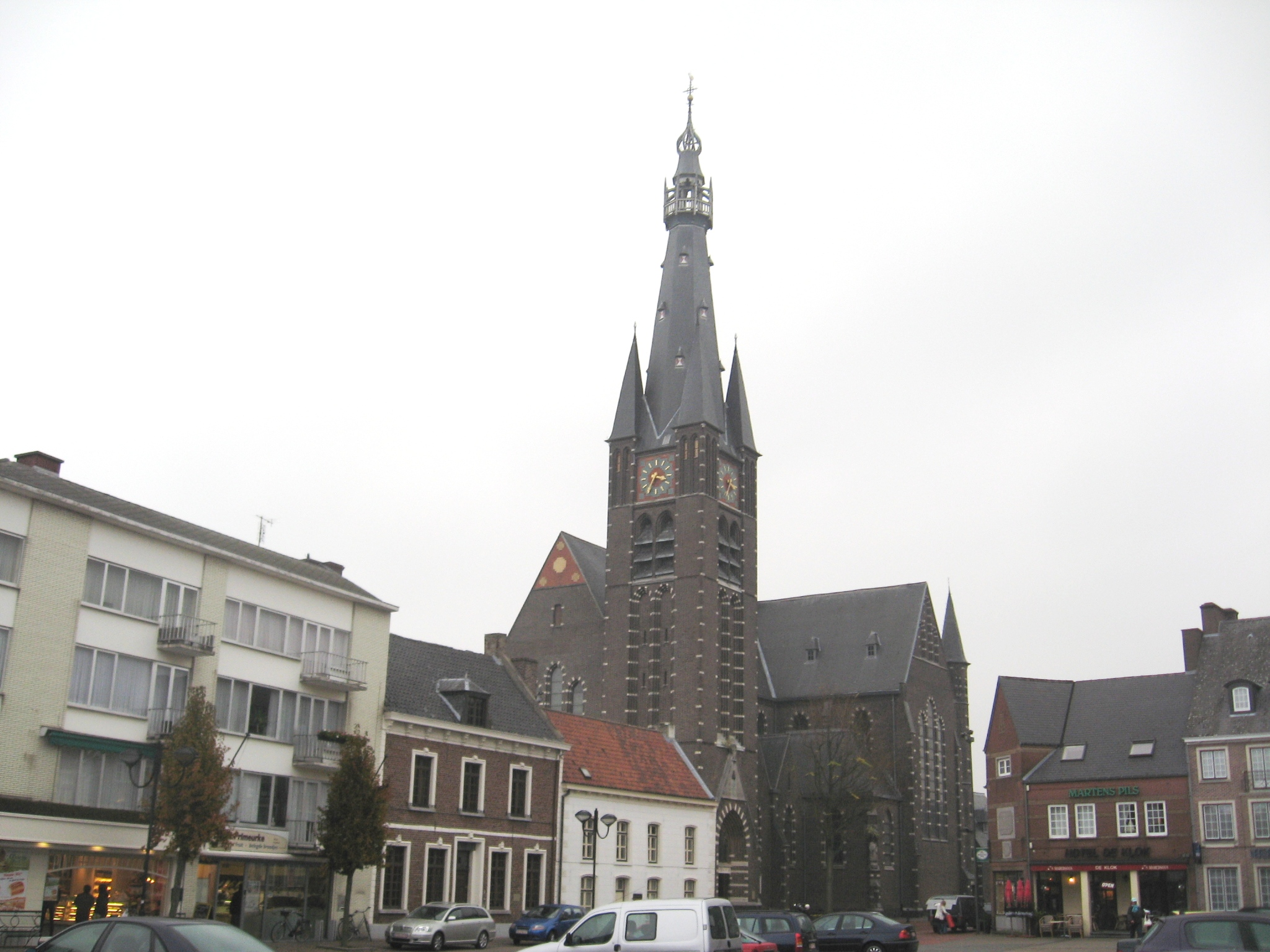
Sint-Laurentiuskerk

De Sint-Laurentiuskerk is de neogotische parochiekerk van Hamont in Limburg, België, die zich bevindt aan Kerkstraat 1.

## Geschiedenis
De kerk heeft ten minste twee voorgangers gekend. Er is sprake van een Romaanse kerk, die in 1437 werd afgebroken. De toren, uitgevoerd in mergelsteen, bleef staan tot 1851 maar werd toen ook gesloopt. Zij diende in gevaarlijke tijden tot schuilplaats voor de bevolking.
Over de bouw van de gotische kerk is weinig bekend, maar in 1445 werd de altaarsteen van de Heilige Laurentius gewijd. In 1654 liep de kerk schade op, welke hersteld werd. De oudste afbeelding dateert van 1730. De Romaanse toren raakte in verval en werd in 1851 gesloopt, waarna heropbouw van de toren en vergroting van de gotische kerk volgde.
Uiteindelijk werden er plannen ten uitvoer gebracht om een nieuwe kerk op de plaats van de oude te bouwen. Op 18 juni 1903 werd de eerste steen gelegd en vele teutenfamilies, waaronder de familie Simons, deden schenkingen om het kerkmeubilair aan te schaffen. De kerk was een -gewijzigd- ontwerp van Joseph Cuypers en Jan Stuyt. In 1918 liep de kerk schade op ten gevolge van de treinontploffing. In de daaropvolgende jaren werden de vensters weer hersteld.

## Gebouw
De Sint-Laurentiuskerk is een neogotische kruisbasiliek met een breed middenschip en opvallend smalle zijbeuken. De vierkante toren heeft een opvallend hoge spits tussen vier hoektorentjes. Bij de top is een galerij en de spits wordt gesierd door een kroon.
De kerk wordt wel als kathedraal van het noorden aangeduid en was vroeger een bedevaartsoord voor de Heilige Laurentius.

## Meubilair
Het interieur werd door het atelier-Cuypers van neogotisch meubilair voorzien. Er zijn echter tal van beelden van veel oudere datum waaronder een Sedes sapientiae uit de 14e eeuw, en een zestal vroeg-16e-eeuwse beelden, zoals een piëta (omstreeks 1510), en een Laurentiusbeeld (ongeveer 1500). Twee schilderijen uit einde 18e eeuw, door Frater Bernadini, stellen de liefdadigheid van de Heilige Elisabeth respectievelijk van de Heilige Martinus voor.
Aan de noord- en oostzijde van de kerk zijn een aantal oude grafkruisen geplaatst, waarvan het oudste uit 1612 stamt.